# Sankt Nikolaus in Not
Sankt Nikolaus in Not (nl.: De nood van Sinter-Klaas) ist eine ca. 12 Seiten lange Kurzgeschichte des flämischen Autors Felix Timmermans. Sie erschien erstmals im Jahr 1924.

## Inhalt
Sankt Nikolaus (im Original: Sinter-Klaas) ist still und heimlich, in Begleitung von Knecht Ruprecht (Zwarte Pit), am alljährlichen Verteilen von Süßigkeiten an brave Kinder. Nachdem alle Süßigkeiten verteilt sind, bemerkt er, dass „das bravste Kind der Welt“ Cäcilie (Ceciliatje) noch nichts bekommen hat. Mit viel Aufwand und unter Mithilfe einiger anderer Figuren wird die Süßwarenhändlerin Trinchen Mutser (Trientje Mutser) dazu gebracht, das prächtige Schokoladenschiff in ihrer Auslage herzugeben, wofür ihr der Nachtwächter erst am folgenden Tag 25 Franken (5 Franken über dem eigentlichen Preis) zahlen wird. Cäcilie wird damit ihr größter Wunsch erfüllt.

## Entstehungsgeschichte
Der Geschichte ist eine Widmung vorangestellt, die besagt, dass Timmermans sie für Herrn Mil. Broes schrieb, der so gerne eine Geschichte über den heiligen Nikolaus lesen wollte.

## Übersetzungen
Die Geschichte wurde in viele Sprachen übersetzt und kennt vor allem im deutschen Sprachraum zahlreiche Auflagen. Die erste deutsche Übersetzung stammt von Anna Valeton-Hoos und erschien 1926 im Verlag Gerhard Stalling; die Rechte an der Übersetzung lagen später beim Insel Verlag.
Im Jahr 2022 erschien eine Übersetzung von Heiko Postma im JMB Verlag unter dem Titel Sünnerklaus in Not.

## Ausgaben
- Felix Timmermans: St. Nikolaus in Not. Stalling, Oldenburg 1926, DNB 362892431 (deutschsprachige Erstausgabe).
- Felix Timmermans: Sankt Nikolaus in Not (= Insel-Taschenbuch 4178). Insel, Berlin 2012, ISBN 978-3-458-35878-7.
- Felix Timmermans: Sünnerklaus in Not. JMB, Hannover 2021, ISBN 978-3-95945-035-5

### Hörbuch
- Felix Timmermans: Sankt Nikolaus in Not / Das Triptychon der Heiligen Drei Könige, gelesen von Hans Jochim Schmidt. Musik: Jörg Uwe Andrees. 2 Audio-CDs, 82 Minuten, Vorleser Schmidt Hörbuchverlag, Schwerin 2004, ISBN 3-937976-25-6.

## Hörspiele
- 1950: St. Nikolaus in Not – Produktion: Radio Bremen – Bearbeitung: Oskar Wessel; Regie: Günter Siebert, mit Trudik Daniel (Frau Trinchen), Hanns Stein (St. Nikolaus), Ernst Rottluff (Knecht Ruprecht)
- 1950: St. Nikolaus in Not – Produktion: NWDR Köln – Bearbeitung: Kurt Meister; Regie: Eduard Hermann, mit Max Gaede (St. Nikolaus), Peter Paul (Knecht Ruprecht), Käthe Habel-Reimers (Trinchen), Heidi von Strombeck (Cäcilie), Hansi Kessler (Frau Dr. Vaes)
- 1957: Das Schokoladenschiff oder Sankt Nikolaus in Not – Produktion: Radio Bremen – Bearbeitung: Heinrich Schmidt-Barrien; Regie: Hannes Krüger, mit Günter Siebert (Dichter Remoldos Keersmaeckers), Deli-Maria Teichen (Trienchen Mutser), Eva Wessels (Die kleine Cäcilie), Eberhard von Gagern (Sankt Nikolaus)
- 2001: Der Weihnachtsmann in Not oder Mit Musik geht alles besser – Produktion: NDR – Bearbeitung und Regie: Armin Diebrichsen und Jochem Wolff, mit Herma Koehn, Nina Schmidt-Carstens, Klaus Dittmann, Peter Kaempfe

## Verfilmungen
- 1967: St. Nikolaus in Not – Augsburger Puppenkiste, Produktion: Sender Bozen – Bearbeitung: Walter Oehmichen, Bildregie: Vittorio Brignole, Bühnenbild: Carlo Schellemann, Musik: Bernhard Stimmler (28 Minuten; schwarz-weiß)